# Campionati del mondo di corsa campestre 1975
Il III Campionato mondiale di corsa campestre si è svolto a Rabat, in Marocco, il 16 marzo 1975 al Souissi Racecourse. Vi hanno preso parte 316 atleti in rappresentanza di 26 nazioni. Il titolo maschile è stato vinto da Ian Stewart mentre quello femminile da Julie Brown.

## Nazioni partecipanti
Qui sotto sono elencate le nazioni che hanno partecipato a questi campionati (tra parentesi il numero degli atleti per ciascuna nazione):
- Algeria (14)
- Arabia Saudita (6)
- Australia (12)
- Belgio (21)
- Egitto (1)
- Finlandia (12)
- Francia (21)
- Galles (13)
- Germania Est (6)

- Germania Ovest (12)
- Gibilterra (6)
- Inghilterra (18)
- Iran (7)
- Irlanda (12)
- Irlanda del Nord (7)
- Italia (20)
- Libia (7)
- Marocco (19)

- Nuova Zelanda (14)
- Polonia (6)
- Scozia (21)
- Siria (6)
- Spagna (21)
- Stati Uniti (18)
- Sudan (7)
- Tunisia (9)

## Risultati

### Individuale (uomini seniores)
| Posizione | Atleta                  | Nazionalità    | Tempo  |
| --------- | ----------------------- | -------------- | ------ |
| Oro       | Ian Stewart             | Scozia         | 35'20" |
| Argento   | Mariano Haro            | Spagna         | 35'21" |
| Bronzo    | Bill Rodgers            | Stati Uniti    | 35'28" |
| 4         | John Walker             | Nuova Zelanda  | 35'45" |
| 5         | Euan Robertson          | Nuova Zelanda  | 35'46" |
| 6         | Franco Fava             | Italia         | 35'47" |
| 7         | Ray Smedley             | Inghilterra    | 35'50" |
| 8         | Klaus-Peter Hildenbrand | Germania Ovest | 35'51" |
| 9         | Hans-Jürgen Orthmann    | Germania Ovest | 35'55" |
| 10        | Gaston Roelants         | Belgio         | 35'57" |
| 11        | Wilfried Scholz         | Germania Est   | 35'58" |
| 12        | Abdelkader Zaddem       | Tunisia        | 36'00" |

### Squadre (uomini seniores)
| Pos.    | Atleta                                                                                      | Punti                 |
| ------- | ------------------------------------------------------------------------------------------- | --------------------- |
| Oro     | Nuova Zelanda John Walker Euan Robertson David Sirl John Dixon John Sheddan Bryan Rose      | 127 4 5 25 26 33 34   |
| Argento | Inghilterra Ray Smedley Grenville Tuck Bernie Ford Tony Simmons Trevor Wright Alan Blinston | 198 7 14 37 39 50 51  |
| Bronzo  | Belgio Gaston Roelants Emiel Puttemans André Ornelis Eddy Rombaux Marc Smet Erik Gijselinck | 211 10 16 21 45 57 62 |
| 4       | Stati Uniti                                                                                 | 250                   |
| 5       | Germania Est                                                                                | 274                   |
| 6       | Scozia                                                                                      | 292                   |
| 7       | Algeria                                                                                     | 301                   |
| 8       | Francia                                                                                     | 303                   |

### Individuale (uomini under 20)
| Posizione | Atleta              | Nazionalità | Tempo  |
| --------- | ------------------- | ----------- | ------ |
| Oro       | Bobby Thomas        | Stati Uniti | 21'00" |
| Argento   | José Luis González  | Spagna      | 21'18" |
| Bronzo    | John Treacy         | Irlanda     | 21'23" |
| 4         | Cándido Alario      | Spagna      | 21'29" |
| 5         | Don Clary           | Stati Uniti | 21'38" |
| 6         | Mike Longthorn      | Inghilterra | 21'41" |
| 7         | Christian Foucquets | Belgio      | 21'42" |
| 8         | Roy Kissin          | Stati Uniti | 21'44" |
| 9         | Louis Kenny         | Irlanda     | 21'45" |
| 10        | Gerry Finnegan      | Irlanda     | 21'46" |
| 11        | Jim Burns           | Scozia      | 21'47" |
| 12        | Nathaniel Muir      | Scozia      | 21'51" |

### Squadre (uomini under 20)
| Posizione | Nazione e atleti                                                          | Punti        |
| --------- | ------------------------------------------------------------------------- | ------------ |
| Oro       | Stati Uniti Bobby Thomas Don Clary Roy Kissin Ralph Serna                 | 29 1 5 8 15  |
| Argento   | Irlanda John Treacy Louis Kenny Gerry Finnegan Gerry Redmond              | 35 3 9 10 15 |
| Bronzo    | Spagna José Luis González Cándido Alario Vicente de la Parte Luis Adsuara | 44 2 4 18 20 |
| 4         | Belgio                                                                    | 81           |
| 5         | Scozia                                                                    | 95           |
| 6         | Inghilterra                                                               | 99           |
| 7         | Algeria                                                                   | 116          |
| 8         | Francia                                                                   | 127          |

### Individuale (donne seniores)
| Posizione | Atleta                  | Nazionalità   | Tempo  |
| --------- | ----------------------- | ------------- | ------ |
| Oro       | Julie Brown             | Stati Uniti   | 13'42" |
| Argento   | Bronisława Ludwichowska | Polonia       | 13'47" |
| Bronzo    | Carmen Valero           | Spagna        | 13'48" |
| 4         | Gabriella Dorio         | Italia        | 13'51" |
| 5         | Lorraine Moller         | Nuova Zelanda | 13'53" |
| 6         | Heather Thomson         | Nuova Zelanda | 14'01" |
| 7         | Ann Yeoman              | Inghilterra   | 14'03" |
| 8         | Mary Stewart            | Scozia        | 14'03" |
| 9         | Margherita Gargano      | Italia        | 14'12" |
| 10        | Anne Garrett            | Nuova Zelanda | 14'15" |
| 11        | Maggie Keyes            | Stati Uniti   | 14'18" |
| 12        | Magda Ilands            | Belgio        | 14'19" |

### Squadre (donne seniores)
| Posizione | Nazione e atleti                                                                   | Punti         |
| --------- | ---------------------------------------------------------------------------------- | ------------- |
| Oro       | Stati Uniti Julie Brown Maggie Keyes Paula Neppel Doris Brown                      | 44 1 11 15 17 |
| Argento   | Nuova Zelanda Lorraine Moller Heather Thomson Anne Garrett Allison Deed            | 50 5 6 10 29  |
| Bronzo    | Polonia Bronisława Ludwichowska Renata Pentlinowska Celina Magala Zofia Kolakowska | 61 2 13 22 24 |
| 4         | Inghilterra                                                                        | 64            |
| 5         | Belgio                                                                             | 95            |
| 6         | Spagna                                                                             | 95            |
| 7         | Italia                                                                             | 106           |
| 8         | Finlandia                                                                          | 117           |

## Medagliere
Legenda
     Paese ospitante
| Posizione | Paese         | Oro | Argento | Bronzo | Totale |
| --------- | ------------- | --- | ------- | ------ | ------ |
| 1         | Stati Uniti   | 4   | 0       | 1      | 5      |
| 2         | Nuova Zelanda | 1   | 1       | 0      | 2      |
| 3         | Scozia        | 1   | 0       | 0      | 1      |
| 4         | Spagna        | 0   | 2       | 2      | 4      |
| 5         | Irlanda       | 0   | 1       | 1      | 2      |
| 5         | Polonia       | 0   | 1       | 1      | 2      |
| 7         | Inghilterra   | 0   | 1       | 0      | 1      |
| 8         | Belgio        | 0   | 0       | 1      | 1      |
| Totale    | Totale        | 6   | 6       | 6      | 18     |